# Ключевской (Новосибирская область)
Ключевской — исчезнувший посёлок в Мошковском районе Новосибирской области. На момент упразднения входил в состав Ташаринского сельсовета укрупненного Болотнинского сельского района. Исключен из учётных данных в 1971 году.

## География
Располагался в истоке ручья Холодный (приток реки Умрева), в 4 км к востоку от деревни Сарачевка.

## История
Выселок Ключевой был основан в 1924 г. В 1926 году выселок состоял из 8 хозяйств. В административном отношении входил в состав Умревского сельсовета Ояшинского района Новосибирского округа Сибирского края.
Решением Новосибирского облисполкома от 27.09.1971 г. № 650 посёлок исключен из учётных данных как фактический не существующий.

## Население
По переписи 1926 г. на выселке проживал 51 человек (21 мужчина и 30 женщин), основное население — русские.